# Climbing!
Climbing! – debiutancki album amerykańskiej grupy rockowej Mountain, wydany w 1970 roku.
Album przyniósł grupie popularność i wylansował jedne z największych hitów zespołu, takie jak: Mississippi Queen (znany również z przeróbki Ozzy'ego Osbourne'a), For Yasgur's Farm, Never in My Life i Theme for an Imaginary Western (ten ostatni autorstwa Jacka Bruce'a, byłego członka grupy Cream). Krążek pokrył się złotem w Stanach Zjednoczonych już po pięciu miesiącach od daty wydania. Utwór Mississippi Queen został użyty w grze komputerowej Guitar Hero III: Legends of Rock. LP wydany 7 marca 1970 przez Windfall Records, reedycja (z dodatkowym utworem live), na CD przez Columbia/Legacy w 2003.

## Lista utworów
| 1.  | Mississippi Queen                                  | 2:31  |
|     |                                                    |       |
| 2.  | Theme for an Imaginary Western                     | 5:08  |
|     |                                                    |       |
| 3.  | Never in My Life                                   | 3:52  |
|     |                                                    |       |
| 4.  | Silver Paper                                       | 3:18  |
|     |                                                    |       |
| 5.  | For Yasgur's Farm                                  | 3:23  |
|     |                                                    |       |
| 6.  | To My Friend                                       | 3:38  |
|     |                                                    |       |
| 7.  | Laird                                              | 4:39  |
|     |                                                    |       |
| 8.  | Sittin' on a Rainbow                               | 2:22  |
|     |                                                    |       |
| 9.  | The Boys in the Band                               | 3:38  |
|     |                                                    |       |
| 10. | For Yasgur's Farm (Live) (bonus z wydania 2003 r.) | 4:19  |
|     |                                                    |       |
|     |                                                    | 36:48 |
|     |                                                    |       |

## Twórcy
- Leslie West – gitara elektryczna, śpiew
- Felix Pappalardi – gitara basowa, gitara rytmiczna, fortepian, śpiew
- Corky Laing – perkusja, instrumenty perkusyjne
- Steve Knight – organy, dzwonek ręczny